# ستيف أندرسون (منافس ألعاب قوى)
ستيف أندرسون (بالإنجليزية: Steve Anderson)‏ هو منافس ألعاب قوى أمريكي، ولد في 10 أبريل 1906 في بورتسموث في الولايات المتحدة، وتوفي في 2 أغسطس 1988 في سياتل في الولايات المتحدة.

## وصلات خارجية
- ستيف أندرسون على موقع اللجنة الأولمبية الدولية (الإنجليزية)
- ستيف أندرسون على موقع أوليمبيديا (الإنجليزية)